# Łojotokowe zapalenie skóry
Łojotokowe zapalenie skóry – przewlekła, nawracająca choroba skóry. Objawia się występowaniem zmian rumieniowo-złuszczających na skórze twarzy, klatki piersiowej, owłosionej skórze głowy oraz w obrębie fałdów skórnych. Przyczyną choroby jest nadmierna aktywność gruczołów łojowych, a także zakażenie grzybem Malassezia furfur.

## Epidemiologia
Łojotokowe zapalenie skóry to jedna z  najczęstszych dermatoz. Dotyka około 11,6% populacji ogólnej i do 70% niemowląt w pierwszych trzech miesiącach. Wśród dorosłych najczęściej pojawia się u osób w wieku 18-40 lat. Choroba częściej obserwowana jest u mężczyzn. Często towarzyszy innym schorzeniom takim jak choroba Parkinsona, depresja, zakażenie wirusem HIV, zaburzenia nastroju, obniżona odporność.

## Przyczyny choroby
Przyczyny łojotokowego zapalenia skóry nie są do końca jasne. Uważa się, że przyczyną jest nadmierne wydzielanie łoju w miejscach, gdzie umiejscowionych jest najwięcej gruczołów łojowych: na czole, nosie, fałdach nosowo-policzkowych oraz zausznych, przy mostku, między łopatkami, na owłosionej skórze głowy.
Łojotokowe zapalenie skóry wiąże się z proliferacją grzybów z rodzaju Malassezia. Jego metabolity mogą powodować reakcję zapalną. Różnice w barierze lipidowej skóry mogą wpływać na indywidualne reakcje organizmu.
Do dodatkowych czynników sprzyjających rozwojowi choroby należą:
- stres
- predyspozycje genetyczne
- zaburzenia hormonalne
- zaburzenia immunologiczne
- trądzik
- zakażenie wirusem HIV/AIDS
- alkoholizm
- depresja
- zaburzenia odżywiania
- padaczka
- atak serca lub udar mózgu
- choroba Parkinsona
- łuszczyca
- trądzik różowaty
- zanieczyszczenie powietrza
- podrażnienia skóry przez kosmetyki i wodę[4][6]

## Objawy i przebieg
Łojotokowe zapalenie skóry objawia się rumieniowatymi plamami na skórze, które pokrywają żółte lub białe tłuste łuski.  Symptomy widoczne są najczęściej na czole, na nosie i policzkach, za uszami oraz w okolicy piersi i okolicy międzyłopatkowej. Na owłosionej skórze głowy mogą pojawić się duże płatki skóry (łupież). Objawom tym może towarzyszyć zaczerwienienie i świąd.

### Rozpoznanie
Rozpoznania choroby dokonuje lekarz dermatolog na podstawie rozpoznania objawów taki jak łuszczenie o podłożu rumieniowym, zlokalizowane wzdłuż fałdów nosowo-wargowych i nad brwiami. W diagnostyce różnicowej należy wykluczyć łuszczycę, łupież pstry, przyłuszczycę, wyprzenie bakteryjne lub drożdżakowe, różne odmiany wyprysku, łupież różowy, alergiczne kontaktowe zapalenie skóry, okołoustne zapalenie skóry.

## Leczenie
W leczeniu łojotokowego zapalenia skóry stosuje się leki przeciwzapalne i przeciwgrzybicze. Często stosowane jest leczenie skojarzone, obejmujące leki doustne, maści, kremy a także odpowiednie dermokosmetyki.
Wśród leków przeciwzapalnych stosuje się:
- glikokortykosteroidy (miejscowo, pod nadzorem lekarza) – nie można stosować ich na skórę twarzy;
- inhibitory kalcyneuryny(inne języki) (takrolimus i pimekrolimus) – mogą być stosowane na skórę twarzy.

Leki przeciwgrzybicze stosowane miejscowo na skórę tułowia to klotrimazol, izokonazol, ekonazol, mikonazol. W terapii drugiego rzutu zaleca się cyklopiroksolaminę lub terbinafinę. Na owłosioną skórę głowy stosuje się szampony z cyklopiroksolaminą w stężeniu 1,5% oraz preparaty zawierające pirytionian cynku, dziegcie, ichtiol i siarkę. Przeciwgrzybicznie zalecane są szampony zawierające ketokonazol lub ekonazol. Niekiedy korzystnie działają leki starszego typu, m.in. maść Lenartowicza.

### Dieta
Dieta może mieć wpływ na leczenie łojotokowego zapalenia skóry. Aby uniknąć zaostrzenia objawów należy spożywać produkty bogate w witaminy z grupy B, cynk, nisko nasycone kwasy tłuszczowe.